# Axiata Group Berhad
Axiata Group Berhad – malezyjski konglomerat telekomunikacyjny z siedzibą w Kuala Lumpur. Jest właścicielem kilku azjatyckich marek telekomunikacyjnych: Celcom (Malezja), XL (Indonezja), Dialog (Sri Lanka), Robi (Bangladesz), Smart (Kambodża), Ncell (Nepal).
Przedsiębiorstwo zostało założone w 1992 roku.